# Pulp (gaseosa)
Pulp es una marca de bebidas carbonatadas de origen paraguayo, cuya producción estuvo a cargo de Licorería Acosta desde su establecimiento en 1937 hasta el año 2001, momento en el que fue adquirida por Bebidas del Paraguay. A partir de 2012, también se ha llevado a cabo su fabricación en Estados Unidos, bajo la administración de la empresa Bebidas USA. En la actualidad, la línea de productos comprende variedades de sabores que incluyen naranja, cola, pomelo, guaraná, piña, citrus, free naranja y free guaraná. Hasta la adquisición de Bebidas del Paraguay por parte del Grupo Vierci, en octubre de 2024, la marca era propiedad de Horacio Cartes, expresidente de Paraguay.

## Historia
En 1937, Máximo Acosta, de profesión médico, estableció la empresa Licorería Acosta, la cual se encargó de desarrollar la primera marca de bebidas gaseosas de Paraguay, elaborada a base de jugo natural de frutas como naranja y pomelo, y envasada de forma artesanal en botellas de vidrio. En 2001, la marca fue adquirida por Bebidas del Paraguay, propiedad de Horacio Cartes. Posteriormente, la compañía amplió su portafolio con el lanzamiento de nuevos sabores, incluidos productos sin calorías, además de la introducción de la marca de jugos Puro Sol.  A partir de octubre de 2024, Bebidas del Paraguay se incorporó al Grupo Vierci.

## Características
Pulp es una bebida carbonatada, creada a partir de jugo natural de frutas, incluyendo la pulpa de la misma.
El proceso se inicia con la recolección de las frutas (naranjas, pomelos, piñas, etc.) que son llevados a la fábrica en la que se procesan, y en la que se mezclan con los demás ingredientes, para poder producir el refresco.
La marca Pulp compite en el Paraguay, con las marcas multinacionales Coca-Cola y Pepsi.

## Sabores
- Naranja
- Pomelo
- Guaraná
- Cola
- Limonada
- Mandarina

## Presentaciones
Los productos Pulp están a la venta en envases de vidrio de 250 ml, 500 ml y 1 litro. Y en envases de plástico de 250 ml, 500 ml, 600 ml, 1 L., 1/2 L., 2 L. y 3 litros. 

## Planet Pulp
En el año 2010, Pulp firma un acuerdo con Bebidas USA, por la cual se empieza a producir y comercializar en Estados Unidos, desde julio del año 2012, bajo el nombre de Planet Pulp, cuya fábrica se encuentra en la ciudad de Leesburg, Florida.